# Dolicheremaeus nimbus
Dolicheremaeus nimbus är en kvalsterart som beskrevs av Karppinen 1966. Dolicheremaeus nimbus ingår i släktet Dolicheremaeus och familjen Tetracondylidae. Inga underarter finns listade i Catalogue of Life.